# Spezialforschungsbereich
Spezialforschungsbereiche (SFB) sind ein Förderinstrument des österreichischen Fonds zur Förderung der wissenschaftlichen Forschung (FWF), welches sich an Wissenschaftler aus allen Fachdisziplinen wendet. Damit können fächerübergreifende größere Forschungsvorhaben, die an einem Standort konzentriert sind, längerfristig gefördert werden. Der SFB ist somit dem deutschen Sonderforschungsbereich zu vergleichen. Die Laufzeit eines SFB beträgt maximal 10 Jahre, nach 4 und 7 Jahren wird jeweils über die Fortführung entschieden.

## Beispiele für Spezialforschungsbereiche
- BeyondC, Quantenphysik und -information, Laufzeit 2019–2028